# 사성제
사성제(四聖諦, 산스크리트어: चतुरार्यसत्यानि catvāri āryasatyāni, 영어: Four Noble Truths) 또는 사제(四諦)는 《아함경(阿含經)》에 나오는 원시 불교 가르침으로 불교 기본 교의 가운데 하나이다. "제(諦 · Satya)"는 진리 또는 깨우침을 뜻한다. 사성제는 "네 가지 높은 깨우침(Ārya: 높은, Satya: 깨우침)" 또는 "4가지 고귀한 진리(Four Noble Truths)"라는 뜻인데, 고제(苦諦) · 집제(集諦) · 멸제(滅諦) · 도제(道諦)의 4가지 진리 또는 깨우침을 의미한다. 흔히 이 네 가지를 간단히 고집멸도(苦集滅道)라고 부른다.
고집멸도(苦集滅道)는 집과 고라는 연기하는 항목과 도와 멸이라는 연기(緣起)하는 항목을 합하여 나란히 늘어놨다. 여기에서 집은 고의 원인 또는 인연이 되며, 도는 멸의 원인 또는 인연이 된다. 고집멸도는 고통의 원인이 집착 또는 갈애이며 고통을 소멸시키는 원인 또는 수단이 도라는 연기관계를 밝힌 것이다.
한편, 고타마 붓다는 "우주는 영원한가? 영원하지 않은가?"와 같은 형이상학적 질문들인 십사무기(十事無記)는 사성제와는 달리 지혜(智) · 깨달음(覺) · 열반(涅槃)으로 나아가게 하는 것이 아니기 때문에, 가르치거나 배울 것이 아니라고 하였다.

## 십사무기와 사성제
고타마 붓다는 십사무기(十事無記)와 같은 형이상학적 질문들은 열반으로 나아가게 하는 실다운 길이 아니며, 반면 사성제는 열반으로 나아가게 하는 실제 길이라고 하였다. 그렇기 때문에 자신은 사성제에 대해 늘 말하고 가르친다고 말하고 있다. 또한 제자들에게도 십사무기와 같은 형이상학적 질문들에 얽매이지 않아야 하며 사성제라는 실제 길을 걸어야 한다고 말하고 있다.
이런 고타마 붓다 견해는 십사무기 줄거리가 들어 있는 《중아함경 제60권 전유경(箭喻經) 제10》에 잘 나타나 있다.
「世有常者，有生、有老、有病、有死，愁慼、啼哭、
憂苦、懊惱，如是此淳大苦陰生。如是，
世無常，世有底，世無底，命即是身，為命異身異，
如來終，如來不終，如來終不終，
如來亦非終亦非不終者，有生、有老、有病、有死，
愁慼、啼哭、憂苦、懊惱，如是此淳大苦陰生。

「世有常，我不一向說此。以何等故，
我不一向說此？此非義相應，非法相應，
非梵行本，不趣智、不趣覺、不趣涅槃，
是故我不一向說此。如是，世無常，世有底，
世無底，命即是身，為命異身異，如來終，
如來不終，如來終不終，如來亦非終亦非不終，
我不一向說此。以何等故，
我不一向說此？此非義相應，非法相應，非梵行本，
不趣智、不趣覺、不趣涅槃，
是故我不一向說此也。

何等法我一向說耶？此義我一向說，苦、苦習、苦滅、苦滅道跡，我一向說。
以何等故，我一向說此？此是義相應，
是法相應，是梵行本，趣智、趣覺、趣於涅槃，
是故我一向說此。是為不可說者則不說，
可說者則說，當如是持，當如是學。」

"우주 시간은 영원하다"는 견해를 가진 사람에게도 남이 있고 늙음이 있으며 병이 있고 죽음이 있으며, 슬픔 · 울음 · 근심 · 괴로움 · 번민이 있으니, 이리하여 이 순전히 괴로움뿐인 큰 무더기가 생긴다. 이와 같이 "우주 시간은 영원하지 않다. 우주 공간은 유한하다. 우주 공간은 무한하다. 자아와 육체는 같다. 자아와 육체는 다르다. 여래는 육체가 죽은 뒤에도 있다. 여래는 육체가 죽은 뒤에는 여기 없다. 여래는 육체가 죽은 뒤에는 있기도 하고 없기도 한다. 여래는 육체가 죽은 뒤에는 없는 것도 아니고 없지 않는 것도 아니다"는 견해를 가진 사람에게도 태어나고, 늙고, 병들고, 죽으며, 슬픔 · 울음 · 근심 · 괴로움 · 번민이 있으니, 이리하여 이 순전히 괴로움뿐인 큰 무더기가 생긴다.

"세상 시간은 영원하다"는 말을 나는 언제나 하지 않는다. 무슨 까닭로 언제나 이런 말을 하지 않는가? 이런 말을 하는 까닭은, 이치(義)에 맞지 않고 법(法)에 맞지 않으며 또한 범행(梵行) 근본이 되는 것이 아니기 때문에, 지혜(智)로 나아가게 하는 것이 아니며 깨달음(覺)으로 나아가게 하는 것이 아니며 열반(涅槃)으로 나아가게 하는 것이 아니기 때문이다. 그러므로 나는 언제나 이런 말을 하지 않는다. 이와 같이 "우주 시간은 영원하지 않다. 우주 공간은 유한하다. 우주 공간은 무한하다. 자아와 육체는 같다. 자아와 육체는 다르다. 여래는 육체가 죽은 뒤에도 있다. 여래는 육체가 죽은 뒤에는 없다. 여래는 육체가 죽은 뒤에는 있기도 하고 없기도 한다. 여래는 육체가 죽은 뒤에는 있는 것도 아니고 없는 것도 아니다"느 따위 말을 나는 언제나 하지 않는다. 무슨 까닭으로 언제나 이런 말을 하지 않는가? 이런 말을 하는 것은, 이치(義)에 맞지 않고 법(法)에 맞지 않으며 범행(梵行) 근본이 되는 것이 아니기 때문에, 지혜(智)로 나아가게 하는 것이 아니며 깨달음(覺)으로 나아가게 하는 것이 아니며 열반(涅槃)으로 나아가게 하는 것이 아니기 때문이다. 그러므로 나는 언제나 이런 말을 하지 않는다.

그러면 나는 어떤 법을 언제나 말하는가? 나는 다음과 같은 이치(義)를 언제나 말하는데, 그 이치란 괴로움(苦)과 괴로움의 원인(苦習)과 괴로움의 소멸(苦滅)과 괴로움의 소멸에 이르는 길(苦滅道跡)이다(사성제). 나는 언제나 이것들(사성제)을 말한다. 무슨 이유로 나는 언제나 이것들(사성제)을 말하는가? 이것들(사성제)을 말하는 것은, 이것들(사성제)은 이치(義)에 합당하고 법(法)에 합당하며 범행(梵行)의 근본이 되기 때문에, 지혜(智)로 나아가게 하고 깨달음(覺)으로 나아가게 하며 열반(涅槃)으로 나아가게 하기 때문이다. 그러므로 나는 언제나 이것들(사성제)만을 말한다. 이와 같은 것이 바로 말하지 않아야 할 것은 말하지 않고 말하여야 할 것은 말한다고 하는 것이다. 너희들은 마땅히 이러한 태도를 가짐으로써, 이와 같이 진정 가져야 할 것을 가지고 진정 배워야 할 것을 배워야 한다.

## 사성제

### 고제
고제(苦諦, Duhakaha Satya)는 범부(凡夫), 즉 깨치지 못한 사람의 삶은 고(苦)라고 하는 진리이다. 즉, 인간은 색 · 수 · 상 · 행 · 식의 오온으로 이루어진 존재인데, 깨치지 못한 사람, 즉 아직 부처가 되지 못한 사람에게 있어서 그의 삶은 고통이라는 통찰이다.

#### 삼고와 팔고
고통은 크게 누구나 고통으로 느낄 수 있는 생로병사의 고고(苦苦), 변화하고 무너지는 괴고(壞苦), 오온으로 이루어진 존재에 실체가 있다고 집착함에 의해 비롯되는 행고(行苦)등의 3고(三苦)로 분류된다. 3고는 8고(八苦)로 세분되기도 한다.

#### 고고
고고(苦苦)는 누구나 고통으로 느낄 수 있는 고통인 생로병사의 고통을 말한다. 생로병사 중 특히 생과 사는 아직 깨달음을 성취하지 못한 상태에서는 윤회를 벗어나지 못하며, 깨달음을 성취할 때까지는 배움을 위해 다시 세상에 태어나는 일이 반복된다는 것을 뜻한다.
1. 생고(生苦): 태어나는 고통
2. 노고(老苦): 늙는 고통
3. 병고(病苦): 병드는 고통
4. 사고(死苦): 죽는 고통

#### 괴고
괴고(壞苦)의 문자 그대로의 뜻은 "무너지는 고통"인데, 모든 것이 인과 연에 의해 발생한다는 연기의 법칙 즉 인과의 법칙과 모든 존재가 고정됨이 없이 항상 변화한다는 무상(無常)의 법칙에 바탕하여 일어나는 "변화하고 무너지는 고통"이다.
1. 애별리고(愛別離苦): 사랑하는 것과 헤어지는 고통
2. 원증회고(怨憎會苦): 미워하는 사람과 만나야 하는 고통
3. 구부득고(求不得苦): 원하는 것을 성취하지 못하는 고통

#### 행고
행고(行苦)는 오온(五蘊) 또는 오취온(五取蘊)으로 이루어진 존재인 인간 자신에 대하여 "나"라고 할 수 있는 실체가 있다고 집착함에 의해 비롯되는 고통으로 오취온고(五取蘊苦) 또는 오음성고(五陰盛苦)라고도 한다.
1. 오취온고(五取蘊苦) 또는 오음성고(五陰盛苦)

오온(五蘊: Paňca Sakandha) 또는 오취온(五取蘊)은 다음과 같다.
- 색(色: Rūpa · 루빠)
- 수(受: Vedanā · 웨다나)
- 상(想: Saññā · 싼야)
- 행(行: Sankhāra · 쌍카라)
- 식(識: Viññāna · 윈냐나)

### 집제
집제(集諦, Samudaya Satya)는 고통의 원인에 관한 진리로, 범부(凡夫), 즉 깨치지 못한 사람이 겪는 고고 · 괴고 · 행고 등 모든 고통의 원인은 업(業)과 번뇌(煩惱)에서 비롯됐다는 통찰이다. 남방상좌부 불교에서는 번뇌 중에서 인간의 갈애(渴愛, 갈망함) 또는 망집(妄執)을 핵심적인 고통의 원인으로 본다. 반면 대승불교에서는 "나" 또는 "나의 것"이 실제로 존재한다는 무지(無知) · 무명(無明)에서 비롯된 아집(我集) 또는 망집(妄執)을 고통의 주 원인으로 본다.

### 멸제
멸제(滅諦, Nirodha Satya)는 고통의 소멸에 관한 진리, 혹은 고통의 원인의 완전한 소멸에 관한 진리다. 고통의 원인인 갈애(渴愛) · 아집(我集) 또는 망집(妄執)이 완전히 소멸될 수 있음을 통찰하는 것이다. 고통의 원인이 완전히 소멸된 상태를 열반(涅槃) 또는 해탈(解脫)이라 한다.

### 도제
도제(道諦, Mārga Satya)는 고통을 소멸시키는 행을 하는 진리를 말한다. 즉, 도제를 행함으로써 실제로 멸제("고통의 원인을 제거할 수 있다는 것")를 성취할 수 있다는 것을 말하는데, 이런 면에서 도제는 멸제의 원인이 되는 실천 또는 수행을 의미한다. 불교의 모든 교의는 사실상 도제라고 해도 과언이 아니다.
구체적으로, 원시 불교에서는 도제를 정견(正見) · 정사(正思) · 정어(正語) · 정업(正業) · 정명(正命) · 정정진(正精進) · 정념(正念) · 정정(正定)의 팔정도(八正道)인 것으로 설명한다.
남방상좌부 불교에서는 도제를 팔정도를 포함하는 사념처(四念處) · 사정근(四正勤) · 사여의족(四如意足) · 오근(五根) · 오력(五力) · 칠각지(七覺支) · 팔정도(八正道)의 37조도품(三十七助道品)인 것으로 설명한다.
대승불교에서는 도제를 37조도품 외에 보살의 원행(菩薩의 願行: 보살의 서원과 수행, 간단히 보살행 또는 보살도)을 담은 보시(布施) · 지계(持戒) · 인욕(忍辱) · 정진(精進) · 선정(禪定) · 반야(般若: 지혜)의 육바라밀(六波羅蜜) 또는 육바라밀에 방편(方便) · 원(願) · 역(力) · 지(智)의 네 가지를 추가한 십바라밀(十波羅蜜)을 포함하는 것으로 설명한다.

## 같이 보기
- 오온과 사성제
- 원시불교
- 십이연기설
- 팔정도
- 연기 (불교)
- 인과관계
- 십사무기

## 참고 문헌
- 이 문서에는 다음커뮤니케이션(현 카카오)에서 GFDL 또는 CC-SA 라이선스로 배포한 글로벌 세계대백과사전의 내용을 기초로 작성된 글이 포함되어 있습니다.